# Strobilanthes alboviridis
Strobilanthes alboviridis är en akantusväxtart som beskrevs av Imlay. Strobilanthes alboviridis ingår i släktet Strobilanthes och familjen akantusväxter. Inga underarter finns listade i Catalogue of Life.